# Magere Menge
Eine magere Menge, auch Menge (von) erster (Baire-)Kategorie genannt, ist in der mengentheoretischen Topologie eine Menge, die aus topologischer Sicht eine geringe Ausdehnung hat. Eine Menge, die nicht mager ist, wird auch eine fette Menge oder eine Menge (von) zweiter (Baire-)Kategorie genannt. Im Gegensatz dazu heißt das Komplement einer mageren Menge eine komagere Menge oder eine residuelle Menge.
Anwendung finden diese Begriffe beispielsweise bei der Formulierung des Kategoriesatzes von Baire, der besagt, dass vollständige metrische Räume „topologisch groß“ sind, sowie bei der Abstraktion dieser Eigenschaft mittels Baire-Räumen.
Zu beachten ist, dass entgegen der Benennung als Menge erster/zweiter Kategorie kein direkter Bezug zur Kategorientheorie besteht.

## Definition
Gegeben sei ein topologischer Raum {\displaystyle (X,\tau )}. Eine Menge {\displaystyle A\subseteq X} heißt mager oder von erster (Baire-)Kategorie, wenn sie die abzählbare Vereinigung nirgends dichter Mengen ist.
Dabei heißt eine Menge nirgends dicht, wenn das Innere ihres Abschlusses leer ist.

## Aufbauende Begriffe
Eine Menge heißt eine komagere oder residuelle Menge, wenn sie das Komplement einer mageren Menge ist.
Eine Menge, die nicht mager ist, heißt fett oder von zweiter (Baire-)Kategorie.

## Beispiele
- Jede abzählbare Menge ist mager, falls einelementige Mengen nirgends dicht sind.
- Insbesondere ist in jedem T1-Raum (jede einelementige Menge ist abgeschlossen) ohne isolierte Punkte (keine einelementige Menge ist offen) jede abzählbare Menge mager.
- Eine magere Menge enthält keine isolierten Punkte des umgebenden Raums, denn solche würden zum Inneren der Menge beisteuern.
- Jede dichte offene Menge und jeder abzählbare Schnitt von dichten offenen Mengen sind residuell. Denn das Komplement einer dichten offenen Menge ist nirgends dicht: Sonst hätte es als abgeschlossene Menge nichtleeres Inneres, das außerhalb der gegebenen offenen Menge läge, welche somit nicht dicht sein könnte.
- So ist etwa die Menge der rationalen Zahlen mager in der Menge der reellen Zahlen.
- Entsprechend ist die Menge der irrationalen Zahlen residuell.
- Die Menge aller positiven reellen Zahlen ist nicht mager, aber auch nicht residuell, da das Komplement ebenfalls nicht mager ist.
- Jede nirgends dichte Menge ist mager, etwa die Cantor-Menge.
- Magere Mengen sind abgeschlossen unter abzählbarer Vereinigung.